# Campylopus scoposum
Campylopus scoposum är en bladmossart som beskrevs av Georg Ernst Ludwig Hampe och C. Müller 1900. Campylopus scoposum ingår i släktet nervmossor, och familjen Dicranaceae. Inga underarter finns listade i Catalogue of Life.